# Dewald Wasserfall
Dewald Wasserfall (Empangeni, KwaZoeloe-Natal, Zuid-Afrika, 11 oktober 1984) is een Zuid-Afrikaanse zanger. Hij was lid van de rockgroep Wasserfall, die in 2011 gestopt is. Sindsdien heeft hij een solocarrière.

## Loopbaan
Wasserfalls eerste album als soloartiest was Vergeet Wat Jy Weet van Liefde, dat in 2012 werd uitgebracht en in Zuid-Afrika platina werd. Op dit album staan onder andere de hits "Eendag As Ons Groot Is", "Sewentien" en "Vergeet Wat Jy Weet van Liefde". Zijn volgende album, Ek en Jy, werd goud en leverde hem de Sama-muziekprijs voor het beste hedendaagse muziekalbum op. Het album leverde ook vier Ghoema Awards en een Tempo Award op. Daarna verscheen het album Jy Is die Storm.
Wasserfall was de mentor van Ivan Roux en Deidré Barnard in de talentenjacht Die Kontrak, dat op VIA op DStv werd uitgezonden. Die Kontrak volgt de strijd om een contract van een miljoen rand.

## Discografie

### Albums
- 2012: Vergeet Wat Jy Weet van Liefde
- 2014: Ek en Jy
- 2016: Jy Is die Storm
- 2019: Elektrisiteit

### Losstaande liedjes
- 2018: Nuwe Begin (Introlied van Die Kontrak)
- 2021: Oorleef
- 2022: Bedoel

## Filmografie

### Films
- 2013: As Jy Sing, als zichzelf

### Televisieseries
- 2007: Reise & Soetkyse, als medeaanbieder
- 2018: Die Kontrak, als zichzelf

### Muziekfilms
- 2013: Eendag As Ons Groot Is: Dewald Wasserfall, als leraar